# 30 de fevereiro
O dia 30 de fevereiro (AO 1945: 30 de Fevereiro) existiu somente em três vezes na história, em contrapartida de fevereiro ser um mês com 28 dias no calendário gregoriano (29 em anos bissextos). Esse dia, por não "existir" no calendário comum, é também chamado de "dia de São Nunca", um "santo" evidentemente fictício representando que esse dia "nunca vai chegar". 

## O caso da Suécia

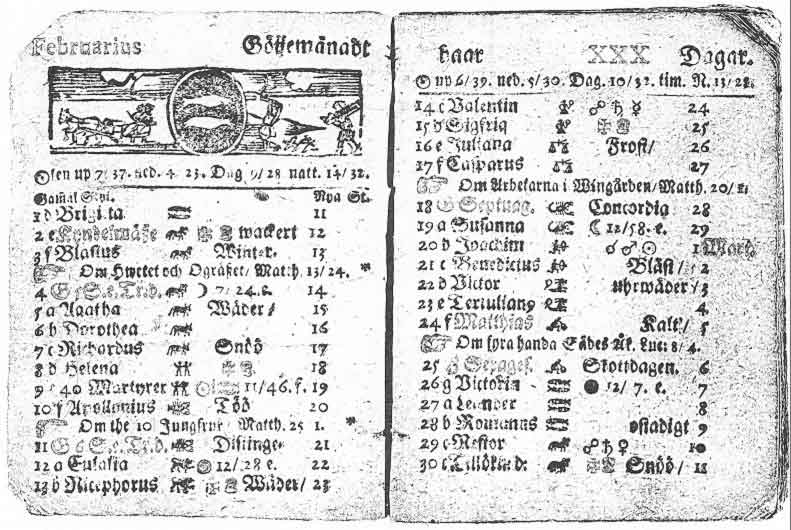
Almanaque sueco de 1712, com a indicação de 30 de Fevereiro

O calendário gregoriano, implantado em 1582, não foi prontamente seguido por todos os países. Em Novembro de 1699, quando a Suécia (em cujo reino se incluía na época a Finlândia) planejou mudar do calendário juliano para o gregoriano, havia uma diferença de 11 dias entre eles. O planejado seria omitir o dia extra dos anos bissextos entre 1700 e 1740, incluindo-os(*). Assim a mudança seria gradual, mas não foi seguida após seu primeiro ano de implantação. Desta forma, 1700 não foi bissexto na Suécia, mas 1704 e 1708 sim, contrariando o plano. Com isto, o calendário sueco ficou um dia à frente do calendário juliano, mas ainda dez atrás do gregoriano. Assim, em 1711 os suecos resolveram abandonar o sistema, já que o calendário por eles adotado não tinha correspondentes em qualquer outro país, criando uma enorme confusão. Portanto 1712 foi bissexto e ainda incluiu um dia a mais, o 30 de Fevereiro para voltar em sincronia com o calendário juliano. A mudança sueca para o calendário gregoriano foi finalmente realizada em 1753, com a exclusão de 11 dias, onde 17 de Fevereiro daquele ano foi seguido por 1 de Março.
(*) dependendo da fonte utilizada a regra é outra: entre 1700 e 1711 omitir-se-ia 1 dia por ano. Mas só foi seguido em 1700. A correção em 1712 seria a mesma para voltar ao calendário juliano.

## A União Soviética
Em 1929, a União Soviética introduziu um calendário revolucionário no qual todos os meses tinham 30 dias e os outros 5 ou 6 dias eram feriados não pertencentes a meses. Em 1930 e 1931, houve portanto um 30 de fevereiro, mas em 1932 os meses voltaram ao sistema tradicional.

## Especulações sobre o calendário juliano
Em 1235, Sacrobosco publicou no livro De Anni Ratione a especulação de que o imperador César Augusto retirou um dia do mês Fevereiro e o colocou em Agosto, assim nomeado em sua homenagem, para não ficar atrás dos 31 dias que o mês de Julho possuía em homenagem a Júlio César. A criação do mês pelo imperador e seu número de dias estão corretos. Na especulação, Sacrobosco ainda diz que naquela época o mês de fevereiro tinha 29 dias e portanto os anos bissextos entre 45 a.C. (ano da implantação do calendário juliano) e 8 d.C. (ano da troca de nome do mês Sextil para Agosto por César Augusto) tinham o dia 30 de fevereiro no seu calendário.

## Calendários alternativos
- O chamado Symmetry454 Calendar, é uma proposta diferente de calendário e contém o dia 30 de fevereiro.[5]